# Osimo
Osimo er en italiensk by (og kommune) i regionen Marche i Italien, med omkring 34.687(2023) indbyggere.